# 幽州 (前趙)
幽州是五胡十六国中前赵的州。
光初二年（319年），刘曜迁都长安，以雍州为司隶校尉，在北地郡（治所在泥阳）、上郡设置幽州，治所在泥阳（今陕西省铜川市耀州区南）。光初三年（320年），克司马保，新平郡（治所在今陕西省咸阳市彬州市）、安定郡（治所在今甘肃省庆阳市镇原县东南）、抚夷护军属幽州，分安定郡设隴東郡（治所在今甘肃省平凉市崆峒区西北）。刘聪以赵固为荆州刺史、领河南太守，镇守洛阳。石勒灭刘曜，废除前赵幽州。